# Elezioni politiche in Italia del 2006
Le elezioni politiche in Italia del 2006 per il rinnovo dei due rami del Parlamento Italiano – la Camera dei deputati e il Senato della Repubblica – si tennero domenica 9 e lunedì 10 aprile 2006.
L'Unione, la coalizione di centro-sinistra, prese circa 25 000 voti in più della coalizione di centro-destra alla Camera e circa 500 000 voti in meno al Senato, a cui corrispose comunque una maggioranza - seppur di pochi seggi - per via del fatto che il numero di seggi del Senato viene distribuito su base regionale e non nazionale.
L'esito della tornata elettorale è stato incerto fino alla fine dello scrutinio delle schede, attirando l'attenzione della stampa internazionale.

## Sistema di voto
Le elezioni si tennero con un nuovo sistema di voto introdotto con la legge n. 270 del 21 dicembre 2005, nota come legge Calderoli, detta Porcellum, che sostituì il precedente sistema detto Mattarellum ovvero le leggi 4 agosto 1993 n. 276 e n. 277. Il sistema di distribuzione dei seggi è proporzionale, a coalizione, con premio di maggioranza ed elezione di più parlamentari contemporaneamente in collegi estesi, senza possibilità di indicare preferenze; erano previsti ambiti territoriali diversi per l'attribuzione del premio di maggioranza: l'intero territorio nazionale (esclusa la Valle d'Aosta) per la Camera dei deputati e la singola circoscrizione, coincidente con il territorio di una Regione, per il Senato, escluse Valle d'Aosta, Molise e Trentino-Alto Adige.

Francobollo del 2006 celebrativo del "Primo voto dei cittadini italiani all'estero"

Per la Camera la legge prevedeva che la lista o la coalizione di liste che avrebbe ottenuto la maggioranza relativa dei voti ma che non avesse conseguito 340 seggi, sarebbe stata assegnataria di ulteriori seggi in modo da raggiungere tale numero. I 12 seggi assegnati dalla Circoscrizione Estero e il seggio assegnato dalla Valle d'Aosta erano attribuiti secondo regole diverse: i relativi voti non sono calcolati per la determinazione della lista o coalizione di liste di maggioranza relativa.
Per il Senato la legge prevedeva che la lista o la coalizione di liste che avrebbe ottenuto la maggioranza dei voti in una Regione ma che non avesse conseguito il 55% dei seggi da questa assegnati, sarebbe stata assegnataria di una quota ulteriore di seggi, in modo da raggiungere tale numero. I sei seggi assegnati dalla Circoscrizione Estero, il seggio assegnato dalla Valle d'Aosta, i due seggi assegnati dal Molise e i sette assegnati dal Trentino Alto-Adige sarebbero stati attribuiti secondo regole diverse.
La legge prevedeva l'obbligo, contestualmente alla presentazione dei simboli elettorali, per ciascuna forza politica di depositare il proprio programma e di indicare il proprio capo; prevedeva inoltre la possibilità di apparentamento reciproco fra più liste, raggruppate in coalizioni e in questo caso il programma e il capo dovevano essere unici e veniva assunta la denominazione di "Capo della coalizione" il quale non era necessariamente candidato alla Presidenza del Consiglio dei ministri in quanto la sua nomina è di competenza del presidente della Repubblica.
Le elezioni parlamentari del 2006 furono le prime in cui il voto degli italiani residenti all'estero poté essere esercitato per corrispondenza, a seguito dell'approvazione della cosiddetta Legge Tremaglia del 2001. Peraltro, il voto per corrispondenza aveva già debuttato in occasione dei referendum del 2003.

### Circoscrizioni
Il territorio nazionale italiano venne suddiviso alla Camera dei deputati in 28 circoscrizioni plurinominali ed al Senato della Repubblica in 21 circoscrizioni plurinominali, corrispondenti alle regioni italiane e alla nuova circoscrizione Estero.

#### Circoscrizioni della Camera dei deputati
- Piemonte 1 (Torino);
- Piemonte 2 (Cuneo, Alessandria, Asti, Novara, Vercelli, Biella e Verbano-Cusio-Ossola);
- Lombardia 1 (Milano);
- Lombardia 2 (Bergamo, Brescia, Como, Sondrio, Varese e Lecco);
- Lombardia 3 (Pavia, Lodi, Cremona e Mantova);
- Trentino-Alto Adige;
- Veneto 1 (Padova, Verona, Vicenza e Rovigo);
- Veneto 2 (Venezia, Treviso e Belluno);
- Friuli-Venezia Giulia;
- Liguria;
- Emilia-Romagna;
- Toscana;
- Umbria;
- Marche;
- Lazio 1 (Roma);
- Lazio 2 (Latina, Frosinone, Viterbo e Rieti);
- Abruzzo;
- Molise;
- Campania 1 (Napoli);
- Campania 2 (Avellino, Benevento, Caserta e Salerno);
- Puglia;
- Basilicata;
- Calabria;
- Sicilia 1 (Palermo, Agrigento, Caltanissetta e Trapani);
- Sicilia 2 (Catania, Messina, Enna, Ragusa e Siracusa);
- Sardegna;
- Valle d'Aosta;
- Estero (a sua volta suddivisa nelle ripartizioni: Europa; America Meridionale; America Settentrionale e Centrale; Africa, Asia, Oceania ed Antartide).

#### Circoscrizioni del Senato della Repubblica
- Piemonte;
- Valle d'Aosta;
- Lombardia;
- Trentino-Alto Adige;
- Veneto;
- Friuli-Venezia Giulia;
- Liguria;
- Emilia-Romagna;
- Toscana;
- Umbria;
- Marche;
- Lazio;
- Abruzzo;
- Molise;
- Campania;
- Puglia;
- Basilicata;
- Calabria;
- Sicilia;
- Sardegna;
- Estero (a sua volta suddivisa nelle ripartizioni: Europa; America Meridionale; America Settentrionale e Centrale; Africa, Asia, Oceania ed Antartide).

## Quadro politico
(Claudio Velardi: L'anno che doveva cambiare l'Italia. Mondadori, 2006)
La tornata elettorale del 2006 si svolse dopo una legislatura durata cinque anni, segnata da una forte maggioranza parlamentare del centro-destra, che formò i governi Berlusconi II e Berlusconi III. Nel corso di questi anni, le forze politiche si consolidarono fra loro, formando un quadro più marcatamente bipolare, dando vita a due grossi schieramenti in cui erano inglobate la maggior parte delle forze politiche. Nel centro-destra, si conferma l'alleanza fra i principali partiti della coalizione (Forza Italia, Lega Nord, Alleanza Nazionale e Unione dei Democratici Cristiani e di Centro). Nel centro-sinistra, Rifondazione Comunista e Italia dei Valori si ricollocano in posizioni più vicine ai Democratici di Sinistra e a La Margherita.

### Principali coalizioni e forze politiche
La quasi totalità dei partiti scelsero di schierarsi all'interno delle due coalizioni principali.
| Coalizione | Coalizione | Coalizione |  | Leader            | Foto |
| ---------- | ---------- | --- |  | ----------------- | ---- |
|            |            | L'Unione Coalizione di centro-sinistra composta da L'Ulivo, Democratici di Sinistra, Democrazia è Libertà - La Margherita, Popolari UDEUR, Partito della Rifondazione Comunista, Partito dei Comunisti Italiani, Federazione dei Verdi, Consumatori Uniti, Insieme Con L'Unione (Partito dei Comunisti Italiani,Federazione dei Verdi e Consumatori Uniti), La Rosa nel Pugno-Laici Socialisti Liberali Radicali, Italia dei Valori, Partito Pensionati, Südtiroler Volkspartei, Autonomie Liberté Démocratie, Movimento Repubblicani Europei, Lega per l'Autonomia - Alleanza Lombarda, Lista Consumatori (Democrazia Cristiana e Doveri Civici), I Socialisti, Liga Fronte Veneto, Democratici Cristiani Uniti, Partito Socialista Democratico Italiano, L'Unione (solo circoscrizione estero) e L'Unione- Südtiroler Volkspartei (solo in Trentino-Alto Adige) |  | Romano Prodi      |      |
|            |            | La Casa delle Libertà Coalizione di centro-destra composta da Forza Italia, Alleanza Nazionale, Unione dei Democratici Cristiani e di Centro, Lega Nord-Movimento per l'Autonomia, Nuovo PSI-Democrazia Cristiana per le Autonomie, Partito Repubblicano Italiano, Riformatori Liberali-Radicali Per Le Libertà, Alternativa Sociale (Azione Sociale, Fronte Sociale Nazionale e Forza Nuova), Fiamma Tricolore, L'Ambienta-Lista - Ecologisti Democratici, Partito Liberale Italiano, Nuova Sicilia, No Euro-Iniquo, Pensionati Uniti, Patto Cristiano Esteso, Patto per la Sicilia, S.O.S. Italia-Consumatori Difesa Occidente, Forza Italia-Alleanza Nazionale (solo in Valle d'Aosta), Lega Nord-Vallée d'Aoste (solo in Valle d'Aosta), Per l'Italia nel Mondo (solo circoscrizione estero) e La Casa delle Libertà (solo in Trentino-Alto Adige)            |  | Silvio Berlusconi |      |

#### La Casa delle Libertà
La La Casa delle Libertà era una coalizione guidata da Silvio Berlusconi e costituita principalmente da quattro partiti: Forza Italia, con a capo Berlusconi, Alleanza Nazionale, guidata da Gianfranco Fini, l'Unione dei Democratici Cristiani e di Centro, guidata da Pier Ferdinando Casini e la Lega Nord, guidata da Umberto Bossi.
A questi si aggiunsero una serie di partiti e movimenti, come il Nuovo PSI di Gianni De Michelis, la Democrazia Cristiana per le Autonomie di Gianfranco Rotondi, il Partito Repubblicano Italiano di Giorgio La Malfa. Vi erano inoltre il Movimento per l'Autonomia di Raffaele Lombardo e i Riformatori Liberali, guidati da Benedetto Della Vedova. Alternativa Sociale era il partito di Alessandra Mussolini che ara alla guida di una sua coalizione che raccoglieva anche l'appoggio di Forza Nuova di Roberto Fiore e del Fronte Sociale Nazionale di Adriano Tilgher; questa coalizione si collegava alla Casa delle Libertà così come Fiamma Tricolore di Luca Romagnoli che si presentava con una lista autonoma ma sempre all'interno della coalizione di centrodestra. Altre formazioni apparentate furono L'Ambienta-Lista (Verdi Verdi), No Euro, S.O.S. Italia, Pensionati Uniti, Patto Cristiano Esteso, Nuova Sicilia e Patto per la Sicilia.

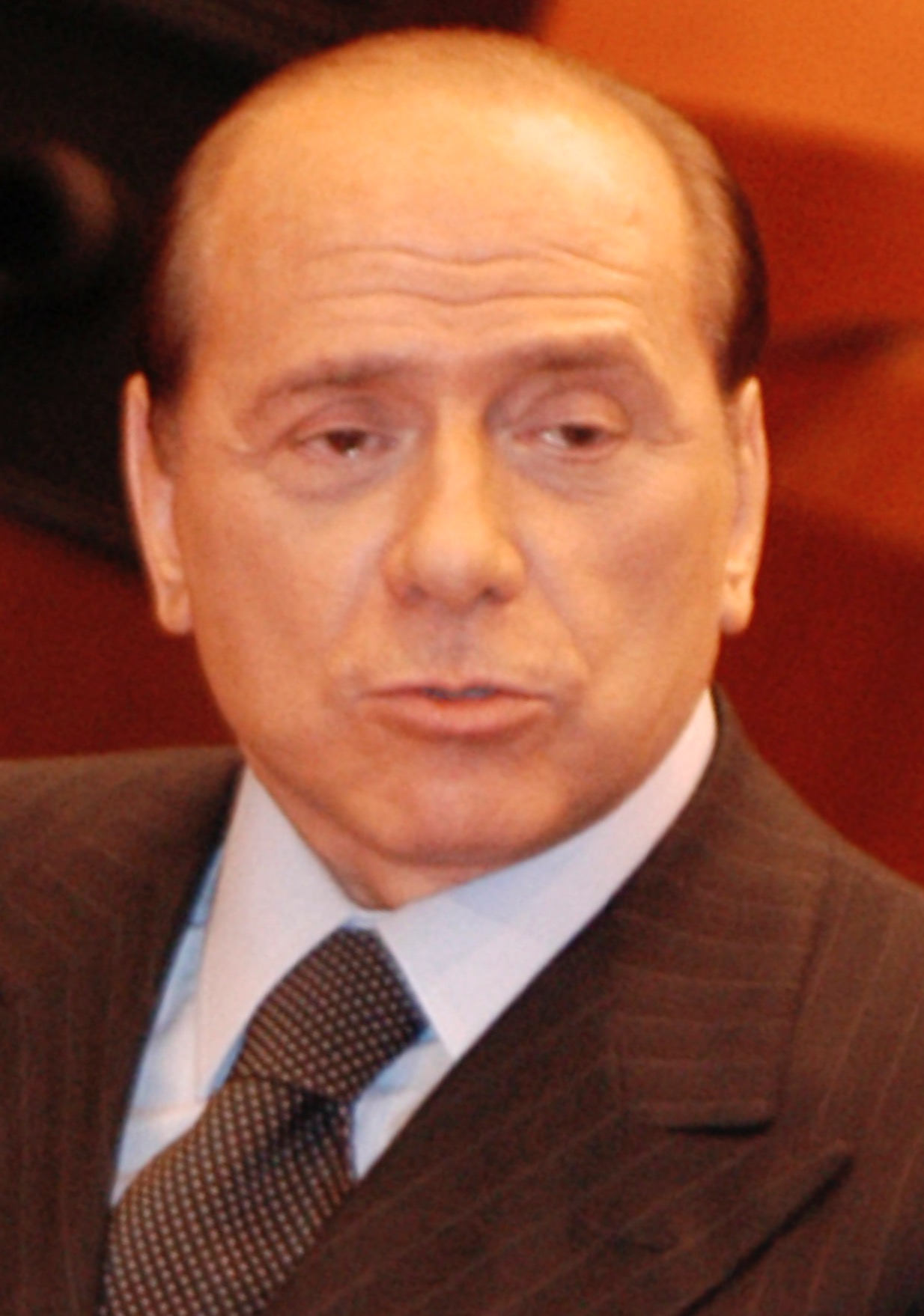
Silvio Berlusconi, leader della Casa delle Libertà e di Forza Italia
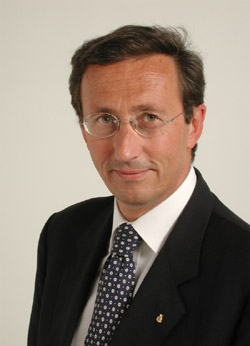
Gianfranco Fini, leader di Alleanza Nazionale
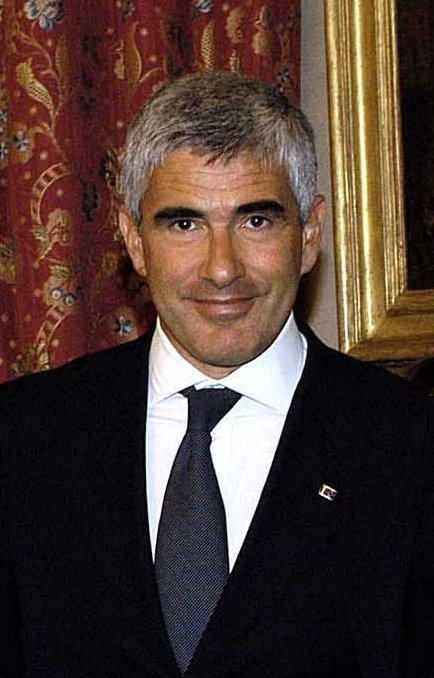
Pier Ferdinando Casini, leader dell'UDC
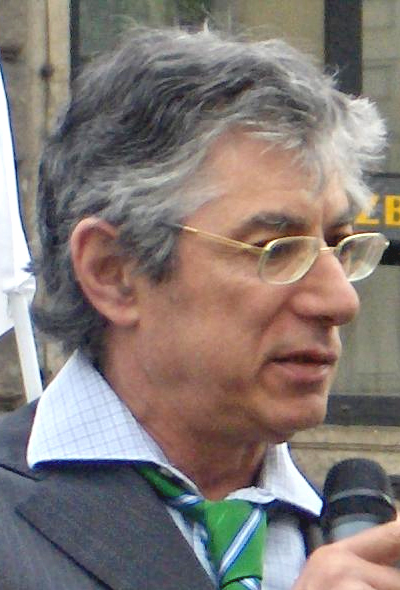
Umberto Bossi, leader della Lega Nord

#### L'Unione
L'Unione è il nome assunto dalla coalizione di centrosinistra, guidata da Romano Prodi designato tale in seguito alle elezioni primarie tenute il 16 ottobre 2005 nelle quali si erano candidati Clemente Mastella, Fausto Bertinotti, Alfonso Pecoraro Scanio e Antonio Di Pietro; Prodi assunse la leadership riscuotendo il 74% dei 4 300 000 voti espressi.
I partiti della coalizione furono: i Democratici di Sinistra, guidati da Piero Fassino; La Margherita, di Francesco Rutelli; l'UDEUR, di Clemente Mastella, i Verdi, di Alfonso Pecoraro Scanio; i Socialisti Democratici Italiani, di Enrico Boselli; i Comunisti Italiani, con segretario Oliviero Diliberto, i Radicali Italiani, Südtiroler Volkspartei, Rifondazione Comunista e Italia dei Valori oltre al Movimento Repubblicani Europei di Luciana Sbarbati e Lista Consumatori (che si presentano in quattro regioni).
I Socialisti Democratici Italiani hanno costituito la Rosa Nel Pugno sulla base di un progetto siglato tra loro e Radicali Italiani, Associazione Luca Coscioni e Federazione dei giovani socialisti. Alla coalizione si sono aggiunti anche I Socialisti di Bobo Craxi, il PSDI di Giorgio Carta, il Partito Pensionati di Carlo Fatuzzo e altre formazioni minori.
I Democratici di Sinistra, La Margherita e i Repubblicani Europei alla Camera dei Deputati si sono presentati in una lista unica utilizzando il simbolo dell'Ulivo.

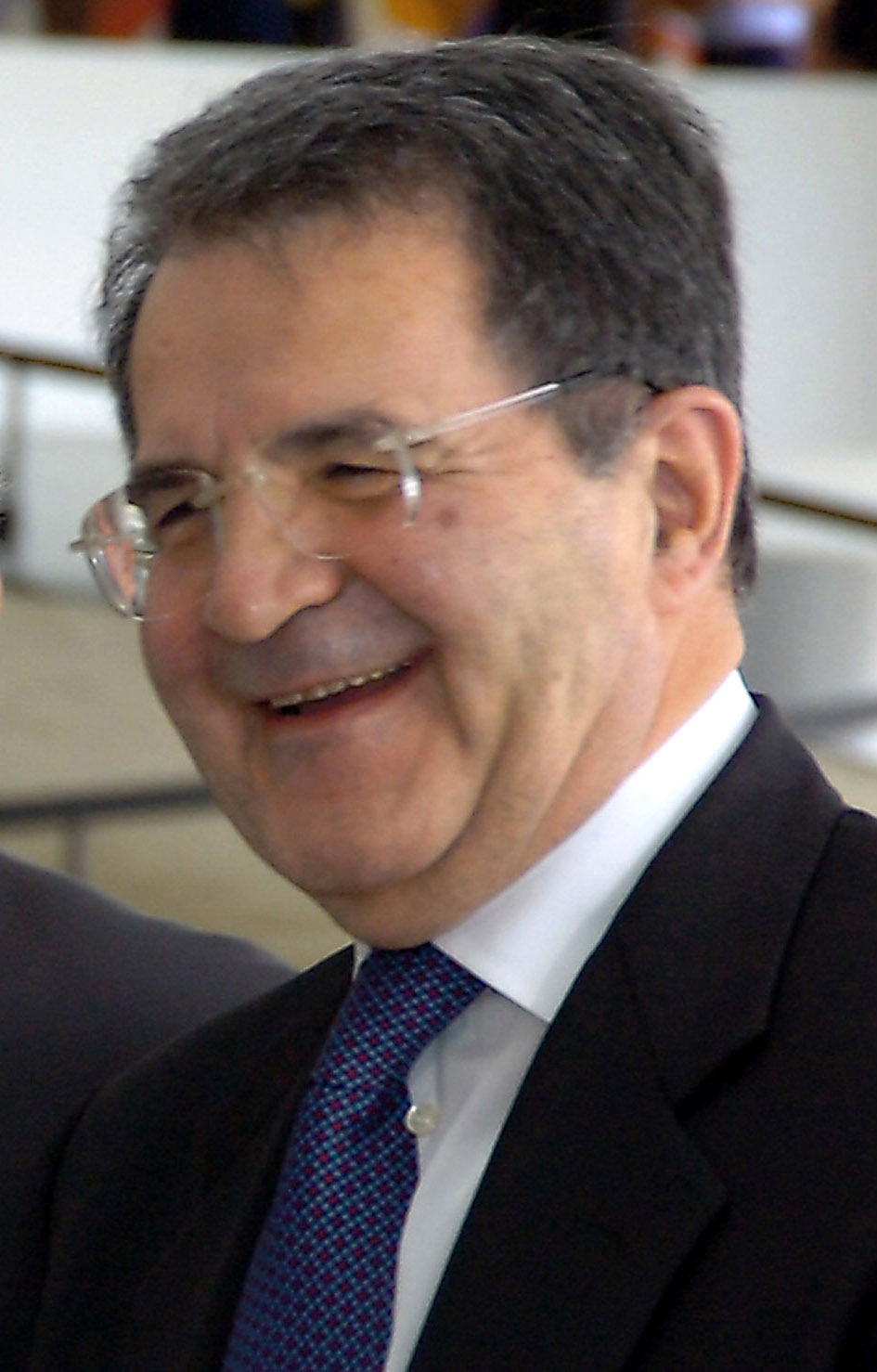
Romano Prodi, leader dell'Unione
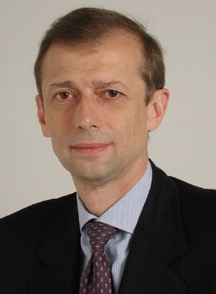
Piero Fassino, leader dei DS
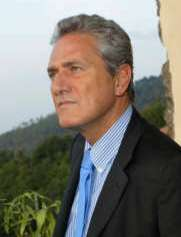
Francesco Rutelli, leader de La Margherita
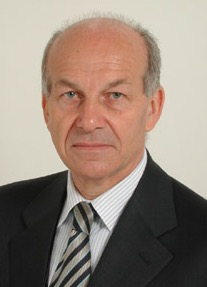
Fausto Bertinotti, leader del PRC
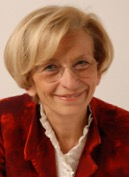
Emma Bonino, leader dei Radicali Italiani
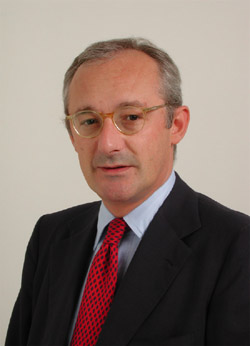
Enrico Boselli, leader dell'SDI
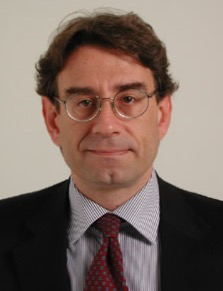
Oliviero Diliberto, leader dei Comunisti Italiani
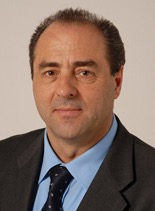
Antonio Di Pietro, leader dell'Italia dei Valori
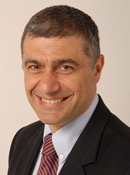
Alfonso Pecoraro Scanio, leader dei Verdi
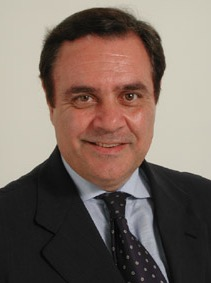
Clemente Mastella, leader dell'UDEUR

## Campagna elettorale

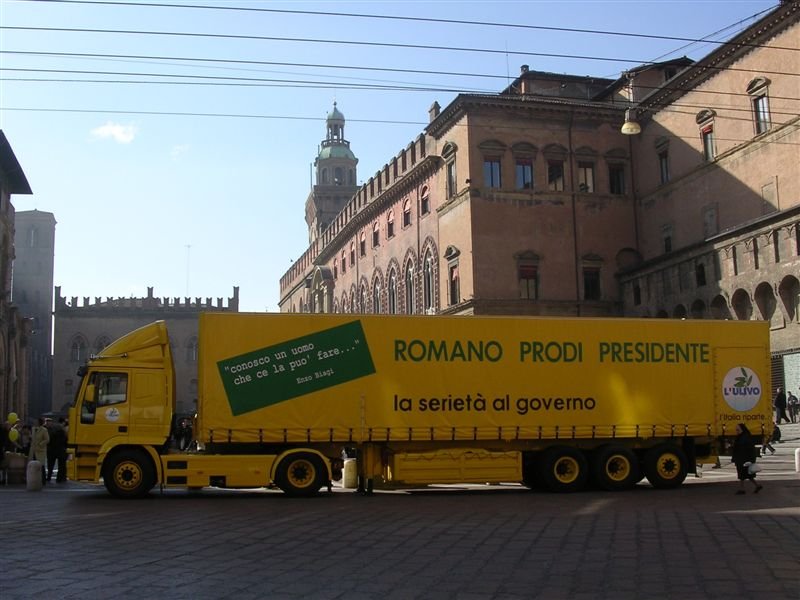
Un TIR pubblicitario in piazza Maggiore a Bologna

La Commissione parlamentare di vigilanza approvò, con i voti della sola maggioranza di centrodestra, un regolamento di esecuzione della legge sulla par condicio che prevedeva due dibattiti tra Berlusconi e Prodi, leader dei principali schieramenti, tre tra i componenti dei maggiori partiti delle rispettive coalizioni, una conferenza stampa per ogni partito nei giorni precedenti le elezioni e una conferenza stampa finale del Presidente del Consiglio.
Prodi inizialmente rifiutò di partecipare perché riteneva un'illegittima alterazione della parità di trattamento tra le forze politiche la conferenza stampa finale del premier e, solo dopo che Berlusconi vi rinunciò accettò di prendere parte ai dibattiti.

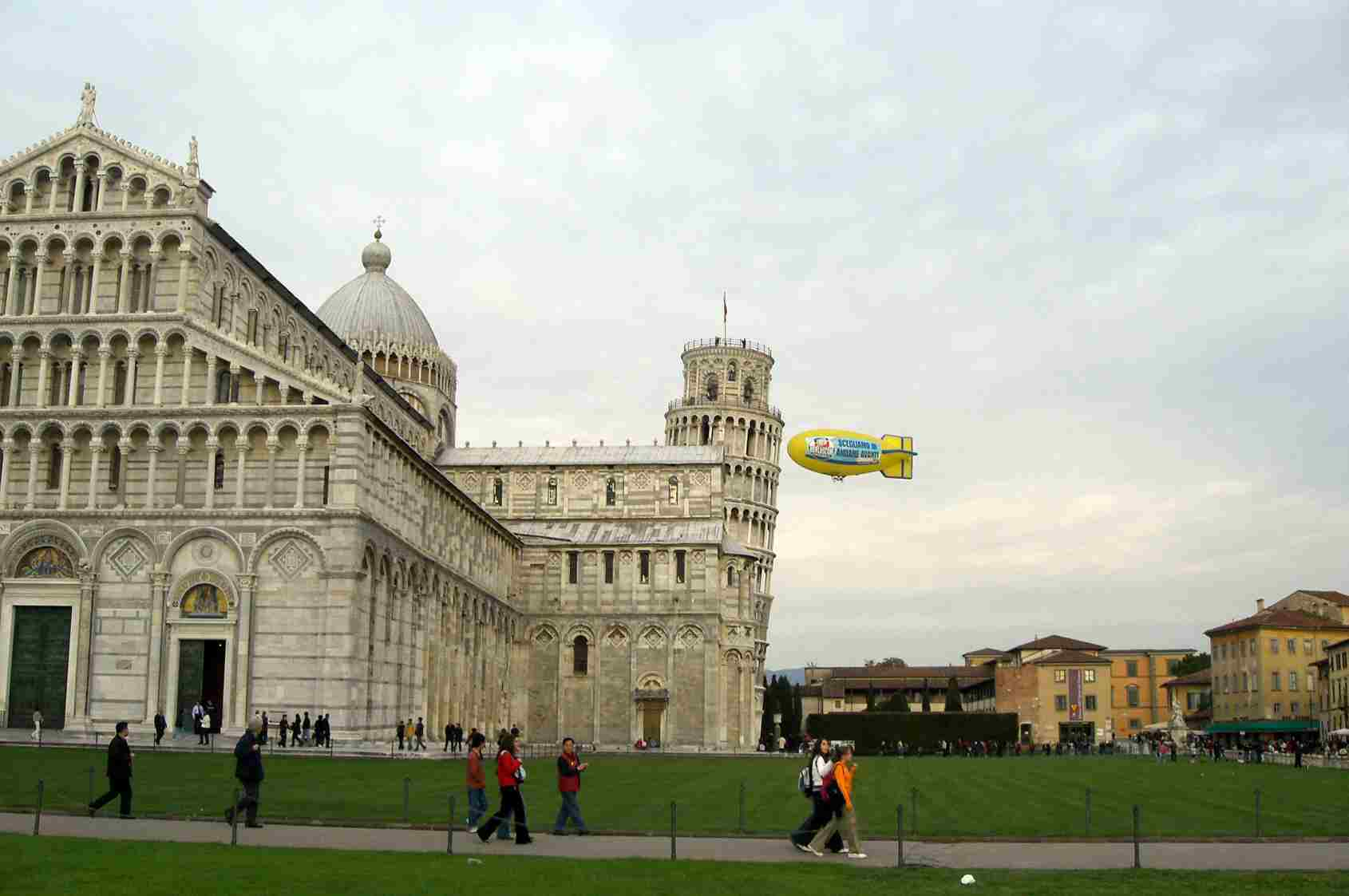
Dirigibile elettorale a Pisa

## Sondaggi pre-voto
Nel periodo precedente alle elezioni vennero realizzati molti sondaggi commissionati per lo più da giornali nazionali e canali televisivi e che hanno generalmente assegnato un vantaggio alla coalizione dell'Unione di circa il 5%.
I risultati finale alla Camera e al Senato hanno avuto un discostamento di circa il 3% su quelli forniti dalla quasi totalità dei sondaggi, inclusi gli exit poll.
| Istituto di ricerca                           | Data              | L'Unione | La Casa delle Libertà |
| --------------------------------------------- | ----------------- | -------- | --------------------- |
| IPR Marketing (exit poll)                     | 10 aprile         | 50-53    | 46-49                 |
| Nexus per RAI e Mediaset (exit poll)          | 10 aprile         | 50-54    | 45-49                 |
| Istituto Piepoli per Sky TG24 (in house poll) | 10 aprile         | 52       | 47                    |
| IPR Marketing                                 | 22 marzo          | 52       | 47                    |
| TNS Abacus                                    | 20 marzo          | 51,5     | 48                    |
| GfK Eurisko                                   | 20 marzo          | 52       | 46,7                  |
| Ekma Ricerche                                 | 20 marzo          | 53,5     | 46                    |
| SWG                                           | 17 marzo          | 52,8     | 46,4                  |
| IPR Marketing                                 | 16 marzo          | 52       | 47,7                  |
| GfK Eurisko                                   | 15 marzo          | 51       | 46,5                  |
| TNS Abacus                                    | 13 marzo          | 51,5     | 48                    |
| Ekma Ricerche                                 | 13 marzo          | 53       | 46,3                  |
| IPR Marketing                                 | 12 marzo          | 52       | 47,7                  |
| SWG                                           | 10 marzo          | 52,6     | 46                    |
| Penn, Schoen & Berland                        | 9 marzo           | 48,3     | 48,8                  |
| Euromedia Research                            | 9 marzo           | 49,3     | 50                    |
| TNS Abacus                                    | 9 marzo           | 51       | 47,5                  |
| Lorien Consulting                             | 7 marzo           | 51,1     | 48,1                  |
| IPR Marketing                                 | 7 marzo           | 52,2     | 47,5                  |
| Ekma Ricerche                                 | 6 marzo           | 52       | 47,5                  |
| SWG                                           | 3 marzo           | 52       | 47                    |
| IPR Marketing                                 | 1º marzo          | 52,2     | 47,3                  |
| TNS Abacus                                    | 1º marzo          | 51,5     | 47                    |
| Ekma Ricerche                                 | 27 febbraio       | 51,8     | 47,2                  |
| SWG                                           | 23 febbraio       | 51,8     | 47,2                  |
| TNS Abacus                                    | 22 febbraio       | 51,5     | 47                    |
| IPR Marketing                                 | 21 febbraio       | 52,1     | 47,4                  |
| Ekma Ricerche                                 | 20 febbraio       | 51,2     | 47                    |
| SWG                                           | 17 febbraio       | 51       | 47,8                  |
| IPR Marketing                                 | 16 febbraio       | 52       | 47,5                  |
| Penn, Schoen & Berland                        | 16 febbraio       | 48,2     | 48,4                  |
| TNS Abacus                                    | 15 febbraio       | 51       | 47                    |
| Ekma Ricerche                                 | 13 febbraio       | 51,5     | 47,5                  |
| SWG                                           | 10 febbraio       | 51,6     | 47,3                  |
| TNS Abacus                                    | 8 febbraio        | 51       | 46,5                  |
| IPR Marketing                                 | 7 febbraio        | 52       | 47                    |
| Ekma Ricerche                                 | 6 febbraio        | 52,5     | 46,5                  |
| SWG                                           | 4 febbraio        | 51,2     | 46,6                  |
| TNS Abacus                                    | 1º febbraio       | 51       | 46                    |
| Euromedia Research                            | 1º febbraio       | 50,9     | 47,9                  |
| IPR Marketing                                 | 31 gennaio        | 52,2     | 47,2                  |
| Lorien Consulting                             | 30 gennaio        | 51,5     | 45,9                  |
| SWG                                           | 28 gennaio        | 51,4     | 46,2                  |
| TNS Abacus                                    | 25 gennaio        | 51       | 45,5                  |
| IPR Marketing                                 | 25 gennaio        | 52,5     | 47                    |
| Lorien Consulting                             | 23 gennaio        | 51,3     | 46                    |
| SWG                                           | 22 gennaio        | 51,7     | 45,7                  |
| TNS Abacus                                    | 18 gennaio        | 50,5     | 46                    |
| Euromedia Research                            | 18 gennaio        | 51,7     | 48,3                  |
| IPR Marketing                                 | 18 gennaio        | 52       | 46                    |
| Lorien Consulting                             | 16 gennaio        | 51,4     | 45,7                  |
| SWG                                           | 16 gennaio        | 51,4     | 46                    |
| IPR Marketing                                 | 11 gennaio        | 52       | 46                    |
| TNS Abacus                                    | 11 gennaio        | 51       | 46                    |
| SWG                                           | 5 gennaio         | 49,7     | 47,9                  |
| IPR Marketing                                 | 11 dicembre, 2005 | 52,8     | 44,9                  |
| IPR Marketing                                 | 7 dicembre        | 52,5     | 44,5                  |
| IPR Marketing                                 | 25 ottobre        | 52       | 45                    |

## Risultati
I risultati delle elezioni politiche furono diffusi, a titolo provvisorio, dal ministero dell'Interno, man mano che le prefetture ricevevano i verbali delle sezioni elettorali. I risultati definitivi, salvo reclami esaminati dalla giunte per le elezioni della Camera dei deputati e del Senato della Repubblica, furono forniti dalla Commissione elettorale centrale istituita presso la Suprema Corte di Cassazione. A seguito della proclamazione dei risultati nazionali, le singole commissioni elettorali circoscrizionali proclamarono i candidati eletti. La composizione del plenum di entrambe le assemblee legislative nella XV Legislatura, tuttavia, fu definita solo dopo che i parlamentari eletti in più circoscrizioni decisero per quale seggio optare lasciando che i primi dei non eletti nelle altre circoscrizioni accedessero in loro vece in Parlamento. Dal voto degli italiani all'estero l'Unione conquista quattro senatori contro uno solo della CdL riuscendo a conquistare una lieve maggioranza al Senato; tale vantaggio risulta poi rafforzato dall'appoggio di almeno quattro senatori a vita permettendo la vittoria del centrosinistra anche al Senato seppure il numero di elettori totali sia favorevole al centrodestra per oltre 200 000 (17 713 163 contro 17 511 309).
Anche il risultato elettorale del 2001 - sotto il profilo dei voti raccolti - non aveva fatto emergere una maggioranza assoluta di voti a favore della coalizione vincente: alla Camera la Casa delle Libertà raccolse il 45,40% dei voti nella quota maggioritaria e il 49,9% nella quota proporzionale, ed al Senato con il 42,53% dei voti ottenne 176 seggi su 315. Sta di fatto che nel 2006, come detto, alla Camera l'Unione ha avuto 19 001 684 voti, e il Polo 18 976 460; ma a questi dati bisognerebbe aggiungere i voti della Valle d'Aosta (calcolati separatamente perché hanno leggi elettorali diverse): 35 302 per l'Unione e 19 237 per il Polo; inoltre, occorre aggiungere i voti delle circoscrizioni estere: 459 454 per l'Unione e 369 952 per il Polo.
In tutto, quindi, l'Unione ottiene 130 801 voti in più alla Camera (19 496 450 contro 19 365 649) ma 201 854 in meno al Senato (17 511 309 contro 17 713 163).
Rispetto alle precedenti elezioni del 2001 hanno avuto luogo le seguenti variazioni:
- La coalizione di centro-sinistra alla Camera dei Deputati ottiene ottimi risultati in Basilicata e Toscana, dove alla Camera dei Deputati supera il 60% delle preferenze, sfiorandolo in Emilia-Romagna. Ottiene buoni risultati anche in Calabria e Marche e Umbria, dove supera il 55% dei voti[28].

La coalizione di centro-destra di Silvio Berlusconi subisce una lieve erosione rispetto alla quota proporzionale della precedente elezione, con un voto più frazionato sulle liste minori, restando forte solamente in Lombardia, Sicilia e Veneto, dove supera il 55% delle preferenze alla Camera dei Deputati. Buoni risultati anche in Friuli-Venezia Giulia, dove sfiora il 55% dei voti. Dopo queste infatti le regioni in cui il centro-destra ottenne alla Camera i migliori risultati furono la Puglia ed il Piemonte (con però solo poco più del 50% dei voti) ed il Lazio e la Campania (dove il centrodestra era però già sotto, anche se di poco, al 50%).

### Camera dei deputati
|                   |                                      |                                           |                                      |                     |                     |                     |               |               |               |         |        |        |              |     |
| Coalizione        | Coalizione                           | Partito                                   | Partito                              | Italia (19 regioni) | Italia (19 regioni) | Italia (19 regioni) | Valle d'Aosta | Valle d'Aosta | Valle d'Aosta | Estero  | Estero | Estero | Totale seggi | +/– |
| Coalizione        | Coalizione                           | Partito                                   | Partito                              | Voti                | %                   | Seggi               | Voti          | %             | Seggi         | Voti    | %      | Seggi  | Totale seggi | +/– |
|                   | L'Unione                             |                                           | L'Ulivo                              | 11 930 983          | 31,27               | 220                 | N.D.          | N.D.          | 0             | 421 414 | 43,39  | 6      | 226          | +7  |
|                   | L'Unione                             | Rifondazione Comunista                    | 2 229 464                            | 5,84                | 41                  | N.D.                | N.D.          | 0             | N.D.          | N.D.    | 0      | 41     | +30          |     |
|                   | L'Unione                             | Rosa nel Pugno                            | 990 694                              | 2,60                | 18                  | N.D.                | N.D.          | 0             | N.D.          | N.D.    | 0      | 18     | +9           |     |
|                   | L'Unione                             | Italia dei Valori                         | 877 052                              | 2,30                | 16                  | N.D.                | N.D.          | 0             | 27 432        | 2,82    | 1      | 17     | +17          |     |
|                   | L'Unione                             | Comunisti Italiani                        | 884 127                              | 2,32                | 16                  | N.D.                | N.D.          | 0             | N.D.          | N.D.    | 0      | 16     | +6           |     |
|                   | L'Unione                             | Federazione dei Verdi                     | 784 803                              | 2,06                | 15                  | N.D.                | N.D.          | 0             | N.D.          | N.D.    | 0      | 15     | +7           |     |
|                   | L'Unione                             | Popolari UDEUR                            | 534 088                              | 1,40                | 10                  | N.D.                | N.D.          | 0             | 9 721         | 1,00    | 0      | 10     | –            |     |
|                   | L'Unione                             | Südtiroler Volkspartei                    | 182 704                              | 0,48                | 4                   | N.D.                | N.D.          | 0             | N.D.          | N.D.    | 0      | 4      | +1           |     |
|                   | L'Unione                             | Autonomie Liberté Démocratie              | N.D.                                 | N.D.                | 0                   | 34 168              | 43,44         | 1             | N.D.          | N.D.    | 0      | 1      | –            |     |
|                   | L'Unione                             | Altri di centro-sinistra                  | 588 683                              | 1,54                | 0                   | 1 135               | 1,44          | 0             | N.D.          | N.D.    | 0      | 0      | ±0           |     |
| Totale coalizione | Totale coalizione                    | 19 002 598                                | 49,81                                | 340                 | 35 303              | 44,88               | 1             | 458 567       | 47,21         | 7       | 348    | +77    |              |     |
|                   | La Casa delle Libertà                |                                           | Forza Italia                         | 9 048 976           | 23,72               | 137                 | 13 374        | 17,00         | 0             | 202 536 | 20,86  | 3      | 140          | −54 |
|                   | La Casa delle Libertà                | Alleanza Nazionale                        | 4 707 126                            | 12,34               | 71                  | N.D.                | 13 374        | 17,00         | 0             | N.D.    | 0      | 72     | −27          |     |
|                   | La Casa delle Libertà                | Per l'Italia nel Mondo con Tremaglia      | N.D.                                 | N.D.                | 0                   | N.D.                | N.D.          | 0             | 72 105        | 7,42    | 1      | 72     | −27          |     |
|                   | La Casa delle Libertà                | Unione di Centro                          | 2 580 190                            | 6,76                | 39                  | 2 282               | 2,90          | 0             | 66 456        | 6,84    | 0      | 39     | −1           |     |
|                   | La Casa delle Libertà                | Lega Nord - MpA                           | 1 747 730                            | 4,58                | 26                  | 1 566               | 1,99          | 0             | 20 211        | 2,08    | 0      | 26     | −4           |     |
|                   | La Casa delle Libertà                | Democrazia Cristiana - Partito Socialista | 285 474                              | 0,75                | 4                   | N.D.                | N.D.          | 0             | N.D.          | N.D.    | 0      | 4      | –            |     |
|                   | La Casa delle Libertà                | Altri di centro-destra                    | 608 347                              | 1,58                | 0                   | 2 017               | 2,57          | 0             | 8 227         | 0,84    | 0      | 0      | ±0           |     |
| Totale coalizione | Totale coalizione                    | 18 977 843                                | 49,74                                | 277                 | 19 239              | 24,46               | 0             | 369 529       | 38,05         | 4       | 281    | −86    |              |     |
|                   | Associazioni Italiane in Sud America | Associazioni Italiane in Sud America      | Associazioni Italiane in Sud America | N.D.                | N.D.                | 0                   | N.D.          | N.D.          | 0             | 99 817  | 10,28  | 1      | 1            | –   |
|                   | Altre liste                          | Altre liste                               | Altre liste                          | 172 902             | 0,45                | 0                   | 24 119        | 30,66         | 0             | 43 528  | 4,48   | 0      | 0            | −1  |
| Totale            | Totale                               | Totale                                    | Totale                               | 38 153 343          | 100,00              | 617                 | 78 661        | 100,00        | 1             | 971 152 | 100,00 | 12     | 630          | –   |

#### Italia (19 regioni)

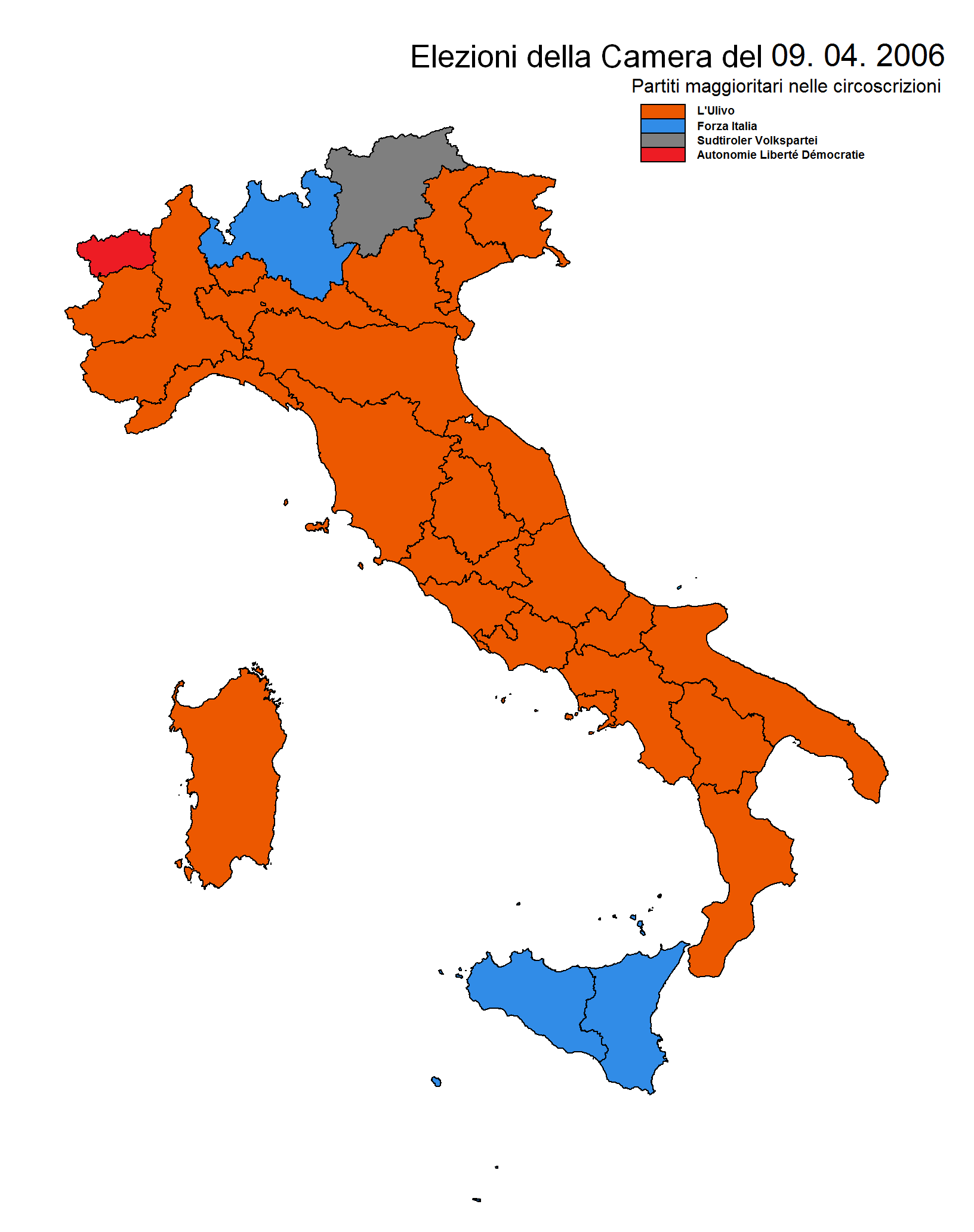
Partiti maggioritari nelle singole circoscrizioni elettorali.

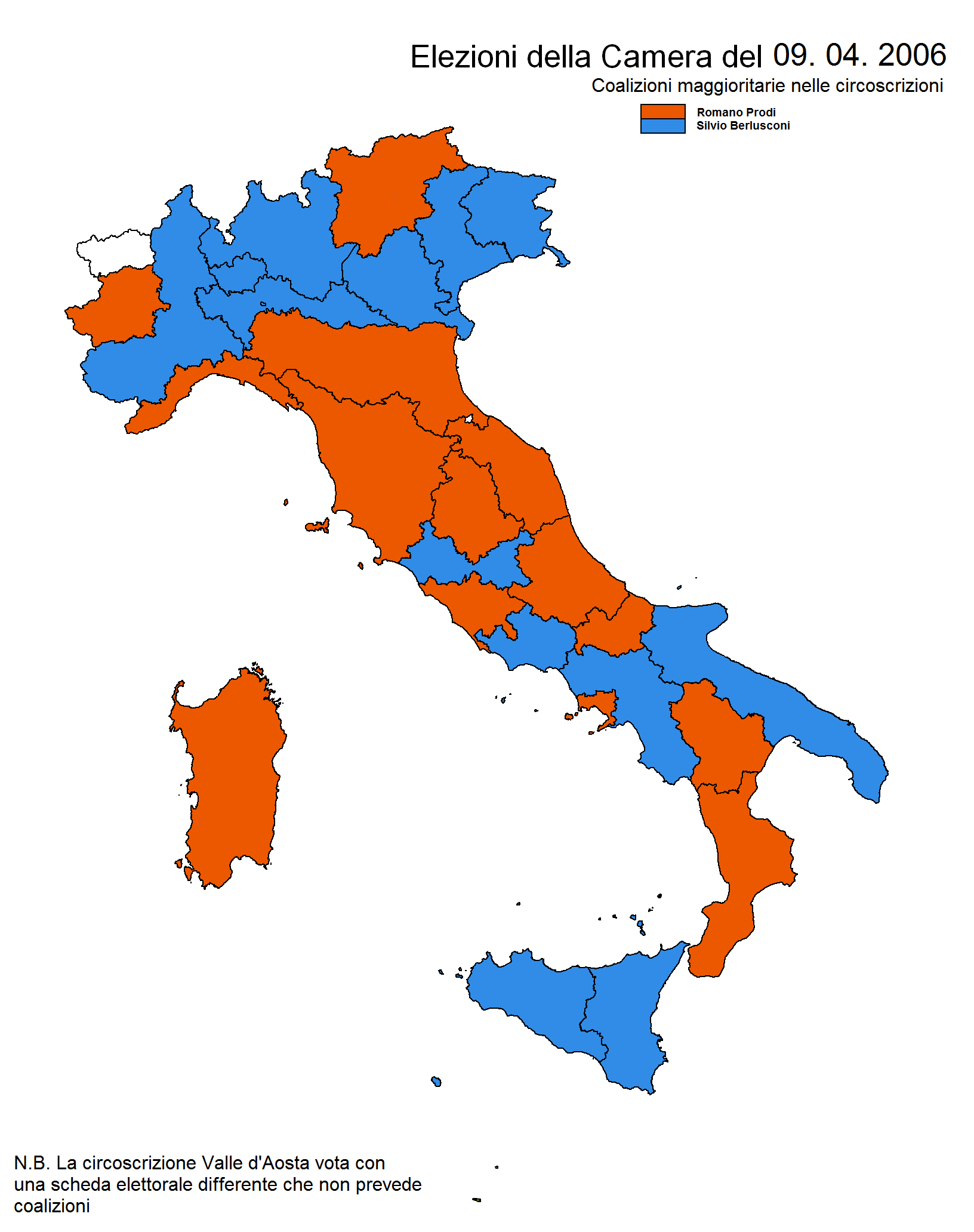
Coalizioni (e candidati leader) maggioritarie nelle singole circoscrizioni elettorali.

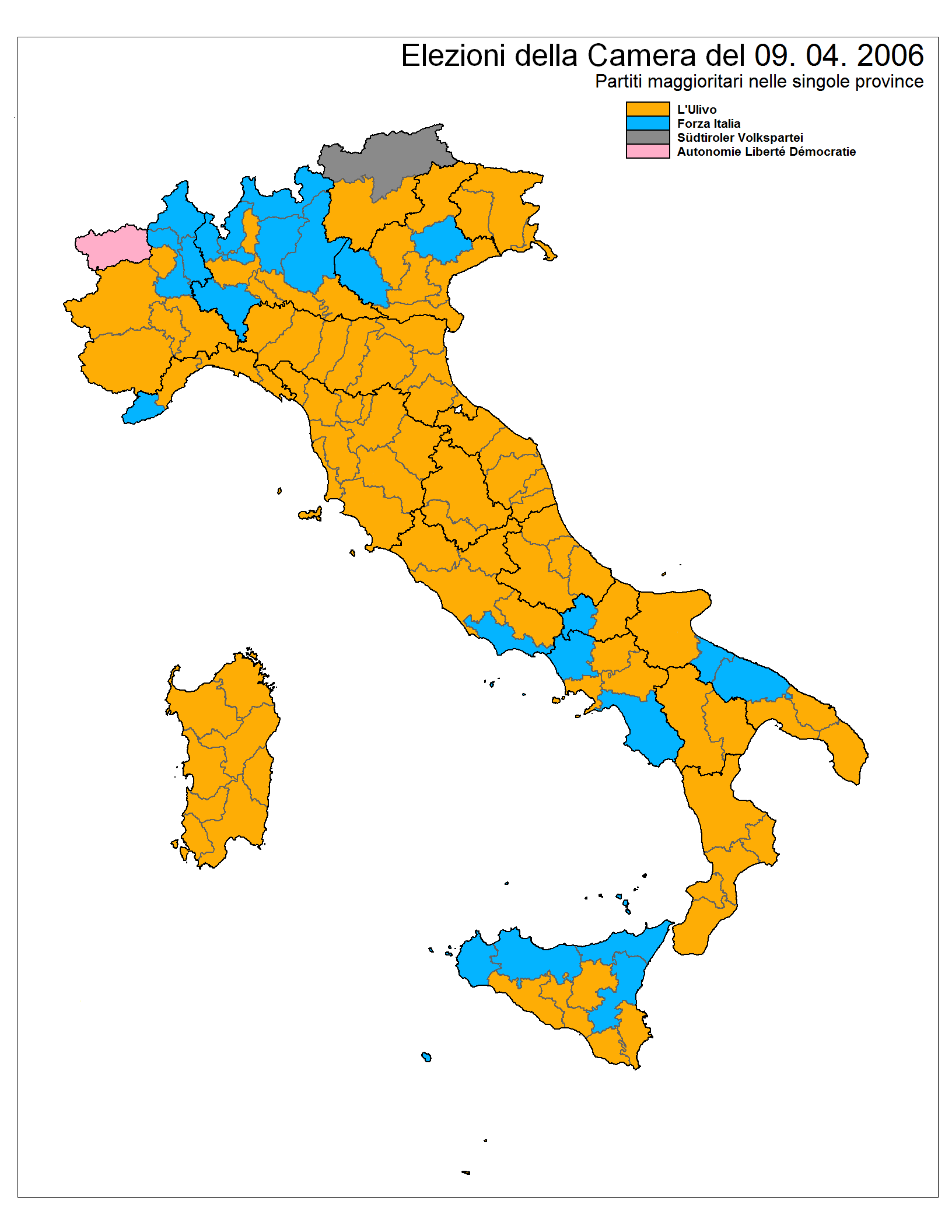
Partiti maggioritari nelle singole province per la Camera.

| Leader                                             | Leader            | Lista                  | Voti       | %      | Seggi | Differenza (%) | / |
| -------------------------------------------------- | ----------------- | ---------------------- | ---------- | ------ | ----- | -------------- | - |
|                                                    | Romano Prodi      |                        |            |        |       |                |   |
| L'Ulivo (DS-DL)                                    | 11 930 983        | 31,27                  | 220        | 0,18   | -     |                |   |
| Partito della Rifondazione Comunista (PRC)         | 2 229 464         | 5,84                   | 41         | 0,81   | -     |                |   |
| Rosa nel Pugno (RnP)                               | 990 694           | 2,60                   | 18         | -      | -     |                |   |
| Partito dei Comunisti Italiani (PdCI)              | 884 127           | 2,32                   | 16         | 0,65   | -     |                |   |
| Italia dei Valori (IdV)                            | 877 052           | 2,30                   | 16         | 1,59   | -     |                |   |
| Federazione dei Verdi (FdV)                        | 784 803           | 2,06                   | 15         | -      | -     |                |   |
| Popolari UDEUR                                     | 534 088           | 1,40                   | 10         | -      | -     |                |   |
| Partito Pensionati (PP)                            | 333 278           | 0,87                   | 0          | 0,69   | -     |                |   |
| Südtiroler Volkspartei (SVP)                       | 182 704           | 0,48                   | 4          | 0,06   | -     |                |   |
| I Socialisti                                       | 115 066           | 0,30                   | 0          | -      | -     |                |   |
| Lista Consumatori-Doveri Civici-DC                 | 73 751            | 0,19                   | 0          | -      | -     |                |   |
| Lega per l'Autonomia-Alleanza Lombarda (LAL)       | 44 589            | 0,12                   | 0          | -      | -     |                |   |
| Altri di centro-sinistra                           | 21 999            | 0,06                   | 0          | 0,14   | -     |                |   |
| Totale coalizione                                  | 19 002 598        | 49,81                  | 340        |        | 79    |                |   |
|                                                    | Silvio Berlusconi |                        |            |        |       |                |   |
| Forza Italia (FI)                                  | 9 048 976         | 23,72                  | 137        | 5,71   | -     |                |   |
| Alleanza Nazionale (AN)                            | 4 707 126         | 12,34                  | 71         | 0,32   | -     |                |   |
| Unione dei Democratici Cristiani e di Centro (UDC) | 2 580 190         | 6,76                   | 39         | 1,15   | -     |                |   |
| Lega Nord-Movimento per l'Autonomia (LN-MpA)       | 1 747 730         | 4,58                   | 26         | 0,64   | -     |                |   |
| Democrazia Cristiana-Partito Socialista (DC-PS)    | 285 474           | 0,75                   | 4          | -      | -     |                |   |
| Alternativa Sociale (AS)                           | 255 354           | 0,67                   | 0          | -      | -     |                |   |
| Fiamma Tricolore (FT)                              | 230 506           | 0,60                   | 0          | 0,21   | -     |                |   |
| No Euro (NE)                                       | 58 746            | 0,15                   | 0          | -      | -     |                |   |
| Altri di centro-destra                             | 63 741            | 0,16                   | 0          | -      | -     |                |   |
| Totale coalizione                                  | 18 977 843        | 49,74                  | 277        |        | 91    |                |   |
|                                                    | Giorgio Panto     | Progetto NordEst (PNE) | 92 002     | 0,24   | 0     | -              | - |
|                                                    | Altri             | Altre liste            | 80 900     | 0,21   | 0     | -              | - |
| Totale                                             | Totale            | Totale                 | 38 153 343 | 100,00 | 617   |                |   |

#### Valle d'Aosta
| Candidato | Candidato             | Lista                                                | Voti   | %      | Seggi |
| --------- | --------------------- | ---------------------------------------------------- | ------ | ------ | ----- |
|           | Roberto Nicco         | Autonomie Liberté Démocratie (ALD)                   | 34 168 | 43,44  | 1     |
|           | Marco Vierin          | Vallée d'Aoste - Autonomie Progrès Fédéralisme (VdA) | 24 119 | 30,66  | 0     |
|           | Massimo Lattanzi      | Forza Italia - Alleanza Nazionale (FI-AN)            | 13 374 | 17,00  | 0     |
|           | Luca Bringhen         | Unione dei Democratici Cristiani e di Centro (UDC)   | 2 282  | 2,90   | 0     |
|           | Alessandra Mussolini  | Alternativa Sociale (AS)                             | 1 587  | 2,02   | 0     |
|           | Vincenzo Falco        | Lega Nord (LN)                                       | 1 566  | 1,99   | 0     |
|           | Marco Bertone         | Partito Pensionati (PP)                              | 1 135  | 1,44   | 0     |
|           | Marcello Pietrantonio | Fiamma Tricolore (FT)                                | 430    | 0,55   | 0     |
| Totale    | Totale                | Totale                                               | 78 661 | 100,00 | 1     |

#### Estero
| Lista  | Lista                                               | Voti    | %      | Seggi |
| ------ | --------------------------------------------------- | ------- | ------ | ----- |
|        | L'Unione                                            | 421 414 | 43,39  | 6     |
|        | Forza Italia (FI)                                   | 202 536 | 20,86  | 3     |
|        | Associazioni Italiane in Sud America (AISA)         | 99 817  | 10,28  | 1     |
|        | Per l'Italia nel Mondo con Tremaglia (PIMT)         | 72 105  | 7,42   | 1     |
|        | Unione dei Democratici Cristiani e di Centro (UDC)  | 66 456  | 6,75   | 0     |
|        | Italia dei Valori (IdV)                             | 27 432  | 2,82   | 1     |
|        | Lega Nord - Movimento per l'Autonomia (LN-MpA)      | 20 205  | 2,08   | 0     |
|        | Unione Sudamericana Emigrati Italiani (USEI)        | 14 205  | 1,46   | 0     |
|        | Partito degli Italiani nel Mondo (PIM)              | 11 250  | 1,16   | 0     |
|        | L'Altra Sicilia (LAS)                               | 10 867  | 1,12   | 0     |
|        | Popolari UDEUR                                      | 9 721   | 1,00   | 0     |
|        | Alternativa Sociale (AS)                            | 7 030   | 0,72   | 0     |
|        | Amare l'Italia (AI)                                 | 3 732   | 0,38   | 0     |
|        | Alternativa Indipendente Italiani all'Estero (AIIE) | 3 474   | 0,36   | 0     |
|        | Fiamma Tricolore (FT)                               | 1 197   | 0,12   | 0     |
| Totale | Totale                                              | 971 152 | 100,00 | 12    |

### Senato della Repubblica
|                   |                                      |                                      |                                      |                     |                     |                     |               |               |               |                     |                     |                     |         |        |        |              |     |
| Coalizione        | Coalizione                           | Partito                              | Partito                              | Italia (18 regioni) | Italia (18 regioni) | Italia (18 regioni) | Valle d'Aosta | Valle d'Aosta | Valle d'Aosta | Trentino-Alto Adige | Trentino-Alto Adige | Trentino-Alto Adige | Estero  | Estero | Estero | Totale seggi | +/– |
| Coalizione        | Coalizione                           | Partito                              | Partito                              | Voti                | %                   | Seggi               | Voti          | %             | Seggi         | Voti                | %                   | Seggi               | Voti    | %      | Seggi  | Totale seggi | +/– |
|                   | L'Unione                             |                                      | Democratici di Sinistra              | 5 977 347           | 17,50               | 62                  | N.D.          | N.D.          | 0             | 359 660             | 62,69               | 5                   | 393 357 | 44,14  | 4      | 65           | +1  |
|                   | L'Unione                             | L'Ulivo                              | 59 498                               | 0,17                | 1                   | N.D.                | N.D.          | 0             |               | 359 660             | 62,69               | 5                   | 393 357 | 44,14  | 4      | 65           | +1  |
|                   | L'Unione                             | La Margherita                        | 3 664 903                            | 10,73               | 39                  | N.D.                | N.D.          | 0             | 43            | 359 660             | 62,69               | 5                   | 393 357 | 44,14  | 4      | ±0           |     |
|                   | L'Unione                             | Rifondazione Comunista               | 2 518 361                            | 7,37                | 27                  | N.D.                | N.D.          | 0             | N.D.          | 359 660             | 62,69               | 5                   | N.D.    | 0      | 27     | +23          |     |
|                   | L'Unione                             | Insieme con L'Unione                 | 1 423 003                            | 4,17                | 11                  | N.D.                | N.D.          | 0             | N.D.          | 359 660             | 62,69               | 5                   | N.D.    | 0      | 11     | +1           |     |
|                   | L'Unione                             | Italia dei Valori                    | 986 191                              | 2,89                | 4                   | N.D.                | N.D.          | 0             | 26 486        | 359 660             | 62,69               | 5                   | 2,97    | 0      | 4      | +3           |     |
|                   | L'Unione                             | Popolari UDEUR                       | 477 226                              | 1,40                | 3                   | N.D.                | N.D.          | 0             | 13 507        | 359 660             | 62,69               | 5                   | 1,52    | 0      | 3      | –            |     |
|                   | L'Unione                             | Rosa nel Pugno                       | 851 604                              | 2,49                | 0                   | N.D.                | N.D.          | 0             | N.D.          | 359 660             | 62,69               | 5                   | N.D.    | 0      | 0      | –            |     |
|                   | L'Unione                             | Partito Pensionati                   | 340,565                              | 1,00                | 0                   | 1 046               | 1,42          | 0             | 16 381        | 2,86                | N.D.                | 5                   | N.D.    | 0      | 0      | ±0           |     |
|                   | L'Unione                             | Südtiroler Volkspartei               | N.D.                                 | N.D.                | 0                   | N.D.                | N.D.          | 0             | 117 495       | 20,48               | N.D.                | 5                   | N.D.    | 0      | 3      | ±0           |     |
|                   | L'Unione                             | Lista Consumatori                    | 72 199                               | 0,21                | 1                   | N.D.                | N.D.          | 0             | N.D.          | N.D.                | N.D.                | 5                   | N.D.    | 0      | 1      | –            |     |
|                   | L'Unione                             | Autonomie Liberté Démocratie         | N.D.                                 | N.D.                | 0                   | 32 554              | 44,17         | 1             | N.D.          | N.D.                | N.D.                | 5                   | N.D.    | 0      | 1      | –            |     |
|                   | L'Unione                             | Altri di centro-sinistra             | 354 504                              | 1,05                | 0                   | N.D.                | N.D.          | 0             | N.D.          | N.D.                | N.D.                | 5                   | N.D.    | 0      | 0      | −1           |     |
| Totale coalizione | Totale coalizione                    | 16 725 401                           | 48,96                                | 148                 | 33 600              | 45,59               | 1             | 359 660       | 62,69         | 5                   | 433 350             | 48,63               | 4       | 158    | +22    |              |     |
|                   | La Casa delle Libertà                |                                      | Forza Italia                         | 8 202 890           | 24,01               | 78                  | 11 505        | 15,61         | 0             | 175 139             | 30,53               | 2                   | 186 386 | 20,92  | 1      | 80           | −8  |
|                   | La Casa delle Libertà                | Alleanza Nazionale                   | 4 235 208                            | 12,40               | 41                  | N.D.                | 11 505        | 15,61         | 0             | 175 139             | 30,53               | 2                   | N.D.    | 0      | 41     | +4           |     |
|                   | La Casa delle Libertà                | Unione di Centro                     | 2 309 442                            | 6,76                | 21                  | 2 264               | 3,07          | 0             | 57 278        | 175 139             | 30,53               | 2                   | 6,43    | 0      | 21     | −8           |     |
|                   | La Casa delle Libertà                | Lega Nord - MpA                      | 1 530 667                            | 4,48                | 13                  | 1 574               | 2,14          | 0             | 18 544        | 175 139             | 30,53               | 2                   | 2,08    | 0      | 14     | −3           |     |
|                   | La Casa delle Libertà                | Altri di centro-destra               | 875 771                              | 2,56                | 0                   | 1 191               | 1,61          | 0             | 14 819        | 2,58                | 0                   | 73 630              | 8,26    | 0      | 0      | −1           |     |
| Totale coalizione | Totale coalizione                    | 17 153 978                           | 50,21                                | 153                 | 16 534              | 22,43               | 0             | 189 958       | 33,11         | 2                   | 335 838             | 37,69               | 1       | 156    | −3     |              |     |
|                   | Associazioni Italiane in Sud America | Associazioni Italiane in Sud America | Associazioni Italiane in Sud America | N.D.                | N.D.                | 0                   | N.D.          | N.D.          | 0             | N.D.                | N.D.                | 0                   | 85 745  | 9,62   | 1      | 1            | –   |
|                   | Altre liste                          | Altre liste                          | Altre liste                          | 283 236             | 0,85                | 0                   | 23 574        | 31,98         | 0             | 24 092              | 4,20                | 0                   | 121 873 | 13,68  | 0      | 0            | −1  |
| Totale            | Totale                               | Totale                               | Totale                               | 34 162 615          | 100,00              | 301                 | 73 708        | 100,00        | 1             | 573 710             | 100,00              | 7                   | 891 061 | 100,00 | 6      | 315          | –   |

#### Italia (18 regioni)

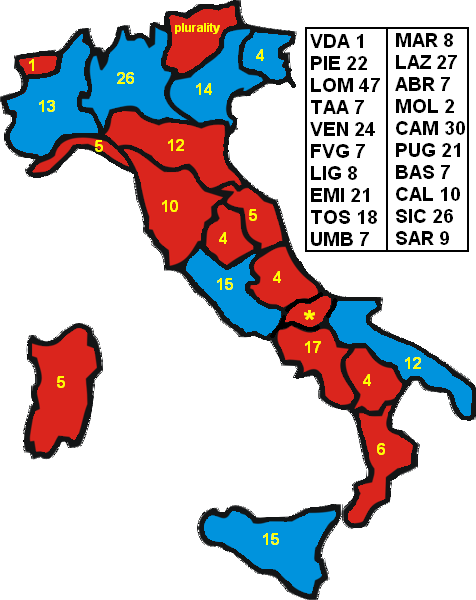
Coalizioni maggioritarie nelle singole regioni per il Senato.

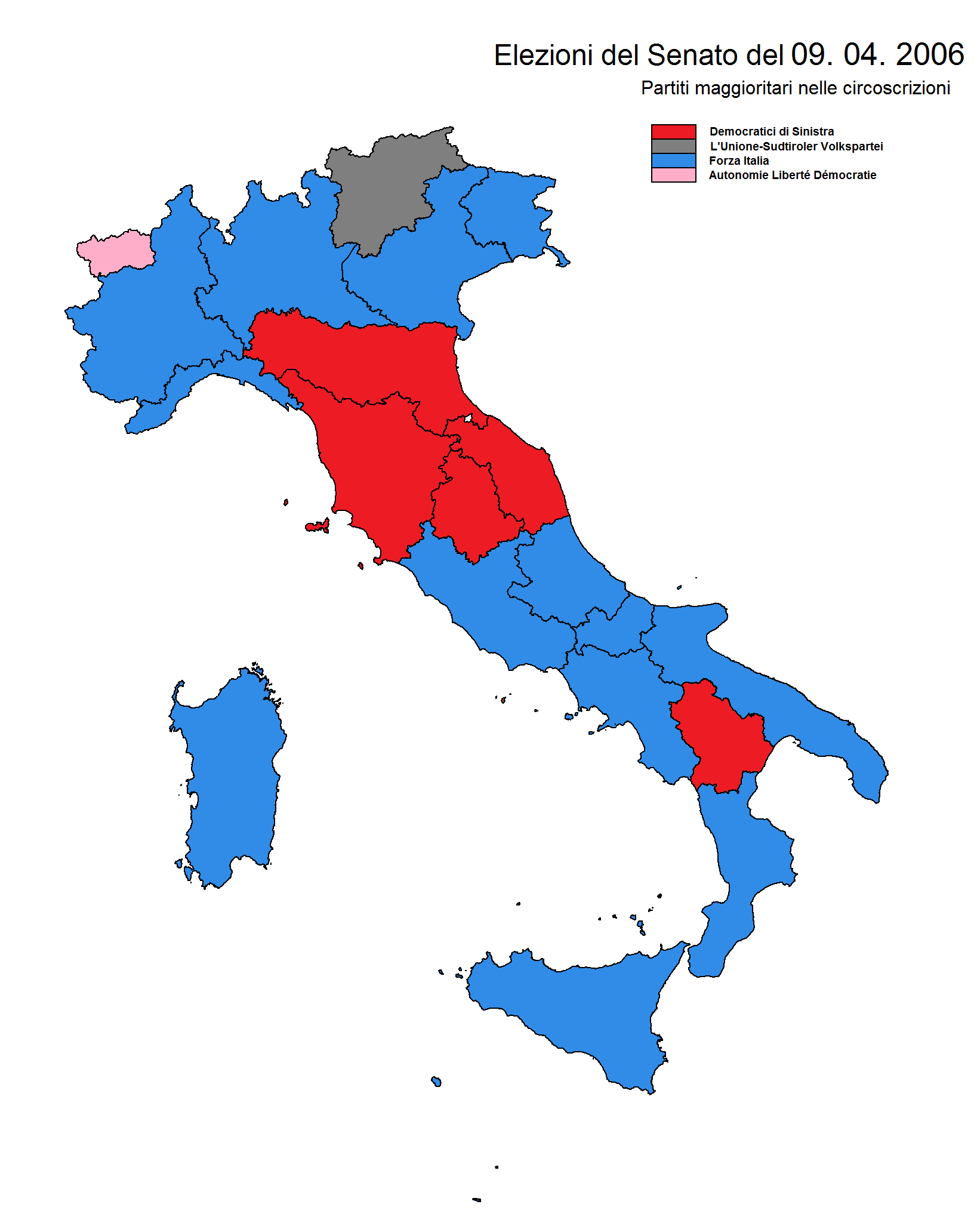
Partiti maggioritari nelle singole circoscrizioni elettorali.

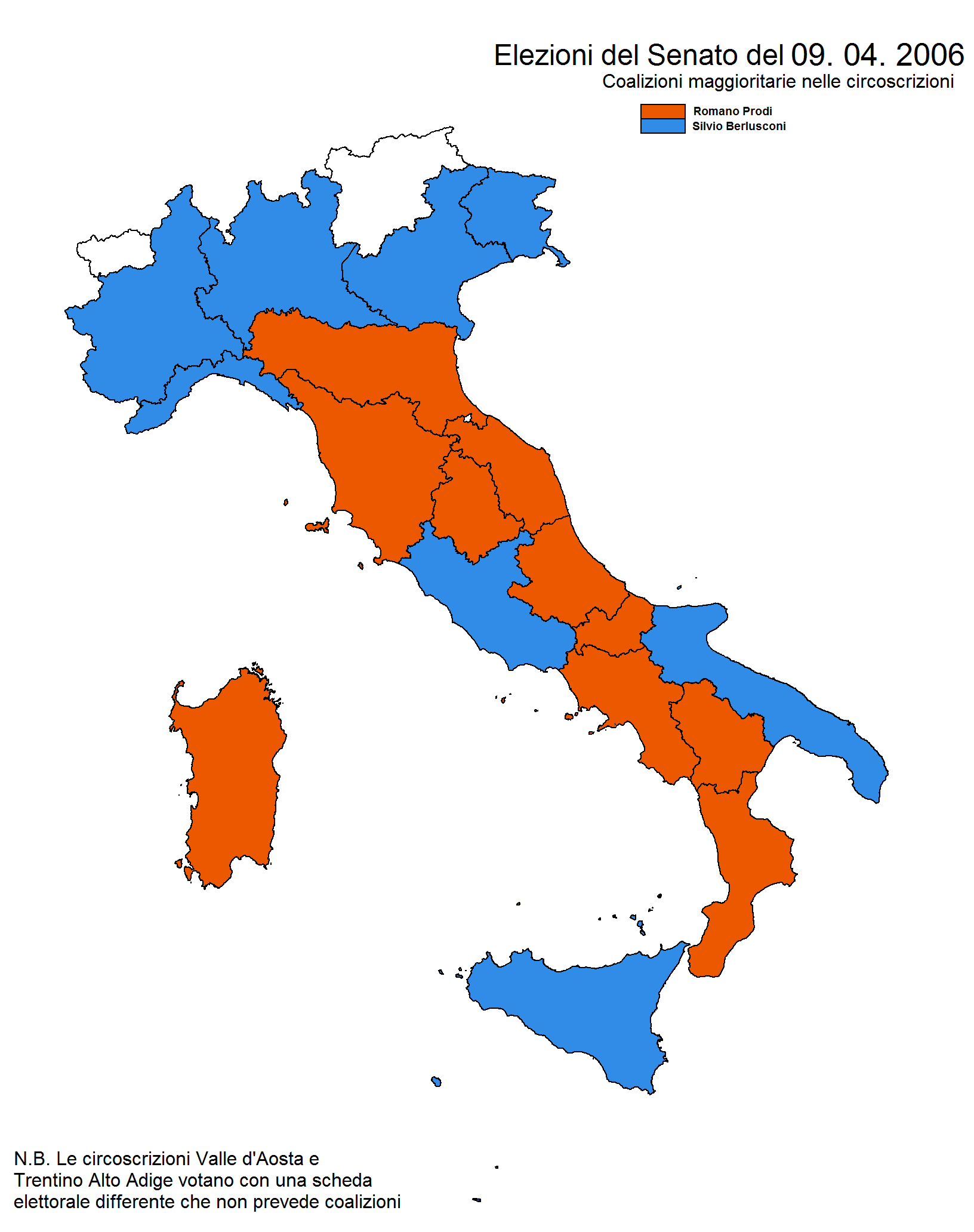
Coalizioni (e candidati leader) maggioritarie nelle singole circoscrizioni elettorali.

| Leader                                             | Leader            | Lista  | Voti       | %      | Seggi   | Differenza (%) | / |
| -------------------------------------------------- | ----------------- | ------ | ---------- | ------ | ------- | -------------- | - |
|                                                    | Romano Prodi      |        |            |        |         |                |   |
| Democratici di Sinistra (DS)                       | 5 977 347         | 17,50  | 62         | -      | -       |                |   |
| Democrazia è Libertà - La Margherita (DL)          | 3 664 903         | 10,73  | 39         | -      | -       |                |   |
| Partito della Rifondazione Comunista (PRC)         | 2 518 361         | 7,37   | 27         | 2,3    | 23      |                |   |
| Insieme con L'Unione (FdV-PdCI-CU)                 | 1 423 003         | 4,17   | 11         | -      | -       |                |   |
| Italia dei Valori (IdV)                            | 986 191           | 2,89   | 4          | 0,5    | 3       |                |   |
| Rosa nel Pugno (RnP)                               | 851 604           | 2,49   | 0          | -      | -       |                |   |
| Popolari UDEUR                                     | 477 226           | 1,40   | 3          | -      | -       |                |   |
| Partito Pensionati (PP)                            | 340 565           | 1,00   | 0          | 0,06   | Stabile |                |   |
| I Socialisti                                       | 126 431           | 0,37   | 0          | -      | -       |                |   |
| Lega per l'Autonomia-Alleanza Lombarda (LAL)       | 90 855            | 0,27   | 0          | -      | -       |                |   |
| Lista Consumatori-Doveri Civici-DC                 | 72 199            | 0,21   | 1          | -      | -       |                |   |
| L'Ulivo                                            | 59 498            | 0,17   | 1          | -      | -       |                |   |
| Partito Socialista Democratico Italiano (PSDI)     | 57 343            | 0,17   | 0          | -      | -       |                |   |
| Movimento Repubblicani Europei (MRE)               | 51 219            | 0,15   | 0          | -      | -       |                |   |
| Altri di centro-sinistra                           | 28 656            | 0,09   | 0          | -      | -       |                |   |
| Totale coalizione                                  | 16 725 401        | 48,96  | 148        |        | 23      |                |   |
|                                                    | Silvio Berlusconi |        |            |        |         |                |   |
| Forza Italia (FI)                                  | 8 202 890         | 24,01  | 78         | -      | -       |                |   |
| Alleanza Nazionale (AN)                            | 4 235 208         | 12,40  | 41         | -      | -       |                |   |
| Unione dei Democratici Cristiani e di Centro (UDC) | 2 309 442         | 6,76   | 21         | -      | -       |                |   |
| Lega Nord-Movimento per l'Autonomia (LN-MpA)       | 1 530 667         | 4,48   | 13         | -      | -       |                |   |
| Alternativa Sociale (AS)                           | 214 526           | 0,63   | 0          | -      | -       |                |   |
| Fiamma Tricolore (FT)                              | 204 498           | 0,60   | 0          | -      | -       |                |   |
| Democrazia Cristiana-Partito Socialista (DC-PS)    | 190 717           | 0,56   | 0          | -      | -       |                |   |
| Pensionati Uniti (PU)                              | 61 681            | 0,18   | 0          | -      | -       |                |   |
| Partito Repubblicano Italiano (PRI)                | 45 098            | 0,13   | 0          | -      | -       |                |   |
| L'Ambienta-Lista - Ecologisti Democratici          | 36 458            | 0,11   | 0          | 0,01   | Stabile |                |   |
| Nuova Sicilia                                      | 33 485            | 0,10   | 0          | -      | -       |                |   |
| Altri di centro-destra                             | 89 308            | 0,26   | 0          | -      | -       |                |   |
| Totale coalizione                                  | 17 153 978        | 50,21  | 153        |        | 23      |                |   |
|                                                    | Giorgio Panto     |        |            |        |         |                |   |
| Progetto NordEst                                   | 93 172            | 0,27   | 0          | -      | -       |                |   |
|                                                    | Nello Musumeci    |        |            |        |         |                |   |
| Alleanza Siciliana                                 | 36 194            | 0,11   | 0          | -      | -       |                |   |
|                                                    | Altri             |        |            |        |         |                |   |
| Altre liste                                        | 153 870           | 0,47   | 0          | -      | -       |                |   |
| Totale                                             | Totale            | Totale | 34 162 615 | 100,00 | 301     |                |   |

#### Valle d'Aosta
| Candidato | Candidato          | Lista                                                | Voti   | %      | Seggi |
| --------- | ------------------ | ---------------------------------------------------- | ------ | ------ | ----- |
|           | Carlo Perrin       | Autonomie Liberté Démocratie (ALD)                   | 32 554 | 44,17  | 1     |
|           | Augusto Rollandin  | Vallée d'Aoste - Autonomie Progrès Fédéralisme (VdA) | 23 574 | 31,98  | 0     |
|           | Luigi Magnani      | Forza Italia - Alleanza Nazionale (FI-AN)            | 11 505 | 15,61  | 0     |
|           | Luigi Bracci       | Unione dei Democratici Cristiani e di Centro (UDC)   | 2 264  | 3,07   | 0     |
|           | Sergio Ferrero     | Lega Nord (LN)                                       | 1 574  | 2,14   | 0     |
|           | Silvio Pedullà     | Partito Pensionati (PP)                              | 1 046  | 1,42   | 0     |
|           | Giancarlo Borluzzi | Alternativa Sociale (AS)                             | 775    | 1,05   | 0     |
|           | Eusebio Margara    | Fiamma Tricolore (FT)                                | 416    | 0,56   | 0     |
| Totale    | Totale             | Totale                                               | 73 708 | 100,00 | 1     |

#### Trentino-Alto Adige/Südtirol
| Lista  | Lista                                          | Voti    | %      | Seggi |
| ------ | ---------------------------------------------- | ------- | ------ | ----- |
|        | Südtiroler Volkspartei - L'Unione (SVP-Unione) | 198 156 | 34,54  | 3     |
|        | La Casa delle Libertà (CdL)                    | 175 139 | 30,53  | 2     |
|        | Südtiroler Volkspartei (SVP)                   | 117 495 | 20,48  | 2     |
|        | L'Unione                                       | 27 628  | 4,81   | 0     |
|        | Die Freiheitlichen (DF)                        | 16 765  | 2,92   | 0     |
|        | Partito Pensionati (PP)                        | 16 381  | 2,86   | 0     |
|        | Fiamma Tricolore (FT)                          | 14 819  | 2,58   | 0     |
|        | Unione Popolare Autonomista (UPA)              | 7 327   | 1,28   | 0     |
| Totale | Totale                                         | 573 710 | 100,00 | 7     |

#### Estero
| Lista  | Lista                                               | Voti    | %      | Seggi |
| ------ | --------------------------------------------------- | ------- | ------ | ----- |
|        | L'Unione                                            | 393 357 | 44,14  | 4     |
|        | Forza Italia (FI)                                   | 186 386 | 20,92  | 1     |
|        | Associazioni Italiane in Sud America (AISA)         | 85 745  | 9,62   | 1     |
|        | Per l'Italia nel Mondo con Tremaglia (PIMT)         | 65 055  | 7,30   | 0     |
|        | Unione dei Democratici Cristiani e di Centro (UDC)  | 57 278  | 6,43   | 0     |
|        | Italia dei Valori (IdV)                             | 26 486  | 2,97   | 0     |
|        | Lega Nord - Movimento per l'Autonomia (LN-MpA)      | 18 544  | 2,08   | 0     |
|        | Popolari UDEUR                                      | 13 507  | 1,52   | 0     |
|        | Unione Sudamericana Emigrati Italiani (USEI)        | 12 552  | 1,41   | 0     |
|        | Partito degli Italiani nel Mondo (PIM)              | 10 888  | 1,22   | 0     |
|        | L'Altra Sicilia-Per il Sud                          | 9 497   | 1,07   | 0     |
|        | Fiamma Tricolore (FT)                               | 8 575   | 0,96   | 0     |
|        | Alternativa Indipendente Italiani all'Estero (AIIE) | 3 191   | 0,36   | 0     |
| Totale | Totale                                              | 891 061 | 100,00 | 6     |

## Controversie

### La vittoria di misura dell'Unione

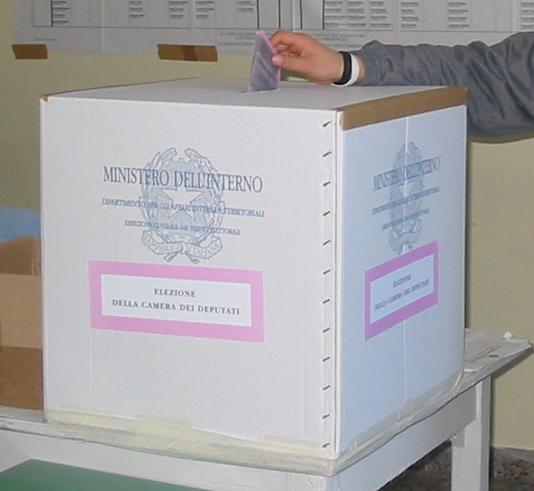
Urna per il voto alla Camera dei deputati

Sulla base dei risultati comunicati dal Viminale, l'Unione proclama la vittoria, ma la coalizione di centrodestra non ritiene di accettare immediatamente il risultato della consultazione elettorale. La contestazione nasce dal minimo scarto di voti che aggiudica al centrosinistra la maggioranza nei due rami del parlamento. Alla Camera dei deputati infatti il centrosinistra si aggiudica il premio di maggioranza con un vantaggio di 24 755 voti, ovvero dello 0,06% che assicura alla coalizione vincente una consistente maggioranza di seggi. La giunta per le elezioni del Senato, nel dicembre 2006, decise il riconteggio delle schede nulle, bianche, e contenenti voti nulli o contestati, partendo dalle regioni di Calabria, Campania, Lazio, Lombardia, Puglia, Sicilia e Toscana, oltre che alla revisione a campione delle schede valide custodite nei tribunali. Il riconteggio si sarebbe poi esteso al resto d'Italia se i risultati avessero evidenziato scostamenti significativi rispetto ai dati proclamati ufficialmente. Nonostante Enrico Deaglio avesse ipotizzato brogli a favore di Forza Italia, anche Berlusconi appoggiò la decisione del riconteggio, sostenendo che ci sarebbero stati brogli a favore del centrosinistra. Il 18 settembre 2007, il presidente della Giunta delle elezioni del Senato, Domenico Nania, dichiarò conclusa la revisione iniziata il 6 dicembre 2006. I Comitati per la revisione delle schede costituiti nelle sette regioni riferirono che "gli scostamenti riscontrati rispetto ai dati di proclamazione sono assolutamente fisiologici" e quindi risulta "la legittimità delle operazioni di voto del 9 e 10 aprile 2006 per il Senato".

### Accuse di brogli e contestazioni
Lo spoglio dei voti iniziò lunedì 10 aprile 2006 dopo la chiusura dei seggi alle ore 15:00. Gli exit poll confermarono i risultati dei sondaggi con L'Unione avanti di cinque punti percentuali sulla Casa delle Libertà ma i primi dati provenienti dal Viminale e le prime proiezioni già ridimensionavano la situazione. I dati del Ministero uscirono con notevoli ritardi per problemi tecnici e poco alla volta la differenza fra i due principali schieramenti si ridusse progressivamente fino ad arrivare al sorpasso nel voto del Senato. Nella notte, a scrutini non ancora finiti, il ministro Pisanu esce dal Ministero e si reca nell'abitazione di Berlusconi per poi tornare al ministero; le ragioni dell'incontro non sono note anche se alcuni giornali hanno riportato indiscrezioni secondo le quali Berlusconi avrebbe chiesto a Pisanu di invalidare le elezioni e il ministro avrebbe risposto di non poterlo fare. Il Senato sembra essere nelle mani della Casa delle Libertà, mancano soltanto da assegnare i seggi dei senatori votati dagli italiani all'estero. Per la Camera invece rimane in vantaggio l'Unione e, quando gli scrutini si concludono intorno alle 3 di notte la maggioranza dei voti verrà assegnata all'Unione per circa 25 000 voti di vantaggio.
L'esiguità dello scarto nei risultati, le novità introdotte nella legge elettorale, nei meccanismi dello scrutinio elettronico, e nel voto degli italiani all'estero tramite posta hanno fatto sì che le elezioni del 2006 fossero oggetto di diverse gravi denunce di brogli e contestazioni da più parti dello schieramento politico, con vaste ripercussioni nell'opinione pubblica, fino alla decisione di procedere ad una revisione delle schede valide per il Senato.
L'andamento del grafico è stato oggetto di osservazioni da parte di diversi giornalisti: infatti si nota come i due grafici siano speculari e il vantaggio si assottigli sempre più con l'andare del tempo. Il giornalista Enrico Deaglio, nel suo film-reportage Uccidete la democrazia, considera questo andamento un indice dei brogli elettorali da parte del centrodestra che riusciva a dirottare costantemente una parte delle schede bianche verso la coalizione, in particolare verso Forza Italia, diminuendo gradualmente lo svantaggio. Secondo altri osservatori l'andamento potrebbe essere invece spiegato dalla conclusione più rapida delle operazioni di voto e di scrutinio in alcune regioni tradizionalmente più efficienti, e cosiddette "rosse", come Toscana ed Emilia-Romagna, storicamente appannaggio della sinistra. (per approfondire vedi più avanti nella voce)
In ogni caso, le regioni tradizionalmente più efficienti lo erano probabilmente anche nelle elezioni precedenti e l'andamento non mostra nessuna casualità.
Nel novembre 2006, pochi mesi dopo le elezioni, la questione dei brogli elettorali venne ulteriormente infiammata dall'uscita del DVD Uccidete la democrazia! che paventava l'ipotesi che alcune schede bianche possano essere state "trasformate" in voti per la Casa delle Libertà durante la trasmissione elettronica dei dati dalle prefetture al Viminale. Questa ipotesi sarebbe avvalorata dalla mancanza di dati ufficiali sul numero delle schede bianche, e dall'andamento sospetto dei dati ufficiosi ad esse relative. La procura di Roma, pochi giorni dopo, ha aperto un'indagine contro Deaglio e Cremagnani per "diffusione di notizie false, esagerate e tendenziose atte a turbare l'ordine pubblico".

#### Ricorsi
- Nell'immediato dopo voto, Berlusconi, forte del risultato di quasi parità, poco dopo aver prospettato all'Unione l'ipotesi di formare una grande coalizione, dichiara che riconoscerà la vittoria dell'avversario solo al termine delle verifiche circoscrizionali dei voti contestati. I maggiori leader della Casa delle Libertà sottolineano pertanto l'importanza di attendere il termine della verifica delle schede elettorali contestate e provvisoriamente non assegnate. Forza Italia organizza anche un sito web dal nome "Operazione ricontiamo" contenente una petizione da inoltrare al Presidente della Repubblica per richiedere il conteggio dei voti non validi, ossia il riconteggio delle schede nulle, più di un milione. Dopo una giornata di apparente distensione, il Presidente del Consiglio uscente passa all'attacco, accusando l'esistenza di supposti brogli elettorali, che sarebbero "tanti, tantissimi", così tanti che "il risultato deve cambiare", e chiedendo tempo per controllare verbali, schede, scrutini. La legge elettorale esclude però la possibilità di ricontare le schede definitivamente assegnate. Berlusconi dichiara che telefonerà a Prodi (che nel frattempo riceve i complimenti per la vittoria da diversi capi di Stato) solamente dopo che saranno state finite di assegnare in sede circoscrizionale le circa 43 000 presunte schede contestate capaci numericamente di ribaltare il risultato elettorale alla Camera. Nelle ultime ore prima della scadenza del termine a disposizione delle Circoscrizioni per ufficializzare il voto, Silvio Berlusconi ipotizza anche la promulgazione di un decreto legge che allunghi i tempi per ricontare tutte le schede e riesaminare i verbali. La proposta secondo fonti giornalistiche viene avanzata al Quirinale che esprime forte parere negativo, incontrando anche la perplessità dello stesso Ministro dell'interno Beppe Pisanu.[63] Sia il Presidente della Repubblica che il Ministro hanno espresso soddisfazione per la correttezza della consultazione elettorale, e nessun altro esponente politico oltre Berlusconi ha denunciato brogli. Scaduti i tempi di verifica, il Viminale ammette: «È stato un errore materiale». Il numero delle schede contestate si riduce da 43 028 a 2 131 per la Camera dei deputati, e da 39 822 a 3 135 per il Senato, chiudendo la disputa sulla legittimità del responso elettorale. Berlusconi rifiuta comunque di accettare il risultato elettorale, allo stesso tempo riproponendo l'ipotesi di una grande coalizione con la sinistra. Nel frattempo forte del risultato elettorale finale Prodi dichiara "Il Premier si scusi, ha spaccato il Paese". Nello stesso tempo alcune dichiarazioni di Gavino Angius, esponente dei DS, davano adito alla possibilità di un accordo che avrebbe potuto assegnare la presidenza di una delle due camere al centrodestra. Immediatamente arriva la smentita di Romano Prodi. Nei giorni successivi, continua il balletto di dichiarazioni e controdichiarazioni. Massimo D'Alema rilascia un'intervista sul Corriere della Sera dai toni distensivi, riguardante un possibile accordo sull'elezione del Presidente della repubblica, seguita da una lettera di Silvio Berlusconi che con più decisione rilancia l'ipotesi di grande coalizione, invitando Romano Prodi a "trovare insieme soluzioni nuove", qualunque sia l'esito finale delle verifiche sullo spoglio in corso. Molte altre voci si sono espresse contro questa eventualità, da Rifondazione Comunista ma anche dalla Lega Nord e dall'UDC, fino a che essa è tramontata completamente alla vigilia delle prime importanti scadenze parlamentari (elezione dei presidenti di Camera e Senato e del nuovo Presidente della Repubblica). Lo stesso giorno dell'elezione al Quirinale di Giorgio Napolitano, da parte di Berlusconi e del ministro uscente Castelli si è invece ripreso il tema delle verifiche sulla correttezza dei risultati elettorali, preannunciando che tale questione verrà posta alla Giunta dei due rami del Parlamento.
- A distanza di un giorno, Roberto Calderoli, interpretando a suo modo la legge che ha contribuito a scrivere lui stesso, ha sostenuto in data 15 aprile che «la cifra elettorale nazionale di ciascuna lista è data dalla somma delle cifre elettorali circoscrizionali e quindi la Lega per l'Autonomia - Alleanza Lombarda - Lega Pensionati, che si è presentata con Unione, potendo contare solo sulla somma della cifra elettorale della circoscrizione Lombardia 2, non dovrebbe concorrere coi suoi 45 580 voti al calcolo del totale per il centrosinistra». La dichiarazione di Calderoli è stata tuttavia smentita dalla Corte di cassazione il 19 aprile.[64]
- Dopo l'assegnazione dei seggi, il partito della Rosa nel Pugno ha contestato la mancata assegnazione di quattro seggi del Senato a propri candidati[65]. Marco Pannella, in ordine alla proclamazione degli eletti, evidenziò "un solo segnale francamente più che sospetto anch’esso incredibile: alla stessa ora nello stesso giorno 8 corti d'appello italiane decisero rapidamente di applicare una mera circolare ministeriale del ministro Pisanu invece della chiarissima lettera e del chiarissimo spirito della legge elettorale. Dietro questo episodio avvertii subito e cercai di denunciare l'impossibilità di ritener questo fatto come "spontaneo", come non organizzato, non teleguidato e teleobbedito"[66]. La controversia riguardava l'interpretazione della legge elettorale in riferimento al calcolo del quorum del 3 per cento dei voti[67] e diede luogo ad un'istruttoria nella quale, tra i pareri favorevoli al ricorso, vi fu quello di Giuliano Vassalli[68]. Dopo una trattazione durata quasi due anni in sede di verifica dei poteri, il ricorso avanzato dalla Rosa nel Pugno non fu accolto[69].

#### La denuncia di Paolo Rajo
Irregolarità anche nelle votazioni via posta degli italiani all'estero sono state denunciate nel luglio 2007 da Paolo Rajo, candidato senatore dell'UDEUR all'estero.

## Distribuzione del voto
| Camera dei deputati, distribuzione del voto per comune | Camera dei deputati, distribuzione del voto per comune |
| ------------------------------------------------------ | ------------------------------------------------------ |
|                                                        |                                                        |
| Distribuzione del voto di lista                        | Distribuzione del voto di coalizione                   |